# 油井村
油井村（ゆいむら）は福島県安達郡にあった村。現在の二本松市油井および智恵子の森一 - 四丁目にあたる。

## 地理
- 河川：阿武隈川、油井川

## 歴史
- 1889年（明治22年）4月1日 - 町村制の施行により油井村が単独で自治体を形成する。
- 1955年（昭和30年）1月1日 - 渋川村・上川崎村と合併して安達村が発足する。同日で油井村が廃止される。

## 交通

### 鉄道路線
- 日本国有鉄道
  - 東北本線
    - 安達駅

現在は旧村域を東北新幹線が通過するが、当時は未開業。